# 25851 Browning
25851 Browning è un asteroide della fascia principale. Scoperto nel 2000, presenta un'orbita caratterizzata da un semiasse maggiore pari a 3,5574412 au e da un'eccentricità di 0,0896916, inclinata di 11,01924° rispetto all'eclittica.